# Gmina zbiorowa Holtriem
Gmina zbiorowa Holtriem (niem. Samtgemeinde Holtriem) – gmina zbiorowa położona w niemieckim kraju związkowym Dolna Saksonia, w powiecie Wittmund. Siedziba administracji gminy zbiorowej znajduje się w miejscowości Westerholt.

## Podział administracyjny
Do gminy zbiorowej Holtriem należy osiem gmin:
1. Blomberg
2. Eversmeer
3. Nenndorf
4. Neuschoo
5. Ochtersum
6. Schweindorf
7. Utarp
8. Westerholt